# Яровий (Оренбурзький район)
Ярови́й (рос. Яровой) — селище у складі Оренбурзького району Оренбурзької області, Росія.

## Населення
Населення — 379 осіб (2010; 367 у 2002).
Національний склад (станом на 2002 рік):
- казахи — 45 %
- росіяни — 45 %